# موج کره‌ای
موج کره‌ای (کره‌ای: 한류; هانجا: 韓流) (هالیو) نوواژه‌ای است که به گسترش جهانی فرهنگ کره جنوبی از دههٔ ۱۹۹۰ به این سو اشاره دارد. این موج در مراحل آغازین با گسترش سریال‌های درام و موسیقی پاپ کره‌ای در آسیای شرقی، جنوبی و جنوب شرقی وسعت گرفت و بعدها با رشد اینترنت و رسانه‌های اجتماعی به‌ویژه قرار گرفتن نماهنگ‌های پاپ کره‌ای روی یوتیوب به مفهومی جهانی تبدیل گشت. اصطلاح هالیو نخستین بار در سال ۱۹۹۹ توسط وزارت فرهنگ و گردشگری کره جنوبی استفاده شد. این وزارتخانه در آن زمان یک لوح فشرده موسیقی به زبان چینی تحت عنوان «هالیو - ترانه‌ای از کره» تولید کرده بود که رسانه‌های چینی از نام آن برای توصیف موفقیت فرهنگ مردمی کره در چین استفاده کردند.
نام کره جنوبی با طلوع سده ۲۱ میلادی به عنوان یکی از بزرگترین صادرکنندگان فرهنگ عامه و جذب گردشگر بر سر زبان‌ها افتاد. موارد یادشده از جمله مهم‌ترین وجوه اقتصاد رو به رشد این کشور بوده‌اند. شهرت روزافزون فرهنگ عامهٔ کره در میان بسیاری از ملل دنیا باعث شد تا دولت کره جنوبی به منظور گسترش قدرت نرم خود با پرداخت یارانه و تأمین مالی شرکت‌های نوپا که در حوزهٔ سرگرمی فعال بودند تلاش کند. هدف دولت کره از این کار رقابت با فرهنگ‌های عامهٔ ژاپن و بریتانیا بود؛ حوزه‌ای که در حدود نیم قرن است که در تسلط آمریکایی‌ها است. در این میان جهان غرب به تدریج جامعهٔ کره جنوبی را به عنوان یک جامعهٔ توسعه‌یافته شناخت.
بخش اعظم موفقیت موج کره‌ای مدیون پیشرفت‌های خدمات شبکه‌های اجتماعی و سکوهای برخط ویدئو بود. فرهنگ عامهٔ کره از طریق این ابزارها به مخاطبانی که بسیار دور بودند منتقل شد. به‌کارگیری این ابزارها در راستای تسهیل تبلیغات، پخش و مصرف محصولات مختلف سرگرمی کره‌ای (به ویژه موسیقی پاپ کره‌ای) باعث شده فرهنگ این کشور از میانه‌های دههٔ ۲۰۰۰ در میان جهانیان شناخته شود.
گسترش موج کره‌ای از اوایل سدهٔ ۲۱ میلادی به شدت بر فرهنگ معاصر، صنایع موسیقی، فیلم، تلویزیون و جنبه‌های رفتاری انسان‌های مختلف در دنیا تأثیر گذاشته است.

## شاخص هالیو
سازمان‌های دولتی KOTRA و KOFICE شاخص سالانه‌ای را برای سنجش میزان پیشروی موج کره‌ای در کشورهای خاص منتشر می‌کنند. برای این شاخص داده‌های صادرات و نظرسنجی‌های عمومی با هم ترکیب می‌شوند و مقدار شاخص محاسبه می‌شود. در سال ۲۰۱۷، نظرسنجی‌های عمومی در ۱۶ کشور انجام شده‌است. نتایج در زیر نشان می‌دهد که دوره رشد زیاد موج کره‌ای کمرنگ شده‌است و محبوبیت آن در حال حاضر در میانه قرار دارد. با این حال، در همه کشورهای مورد بررسی، به جز چین و ژاپن، موج کره در حال رشد است.
| مرحله علاقه کم | مرحله علاقه کم | مرحله انتشار | مرحله انتشار                                                                                              | مرحله جریان اصلی | مرحله جریان اصلی     |
| محبوبیت        | کشورها         | محبوبیت      | کشورها | محبوبیت          | کشورها               |
| -------------- | -------------- | ------------ | --- | ---------------- | -------------------- |
| رشد سریع       | —              | رشد سریع     | — | رشد سریع         | —                    |
| رشد متوسط      | آفریقای جنوبی  | رشد متوسط    | استرالیا برزیل فرانسه هند اندونزی مکزیک روسیه تایلند ترکیه امارات متحده عربی بریتانیا ایالات متحده آمریکا | رشد متوسط        | مالزی فیلیپین تایوان |
| افت            | —              | افت          | چین ژاپن                                                                                                  | افت              | —                    |

## باشگاه‌های هواداران
براساس یک نظرسنجی در سال ۲۰۱۱ توسط وزارت فرهنگ، ورزش و جهانگردی کره جنوبی، بر اساس آمار منتشر شده توسط باشگاه‌های هواداران رسمی در مناطقی که مراکز فرهنگی کره‌ای وجود دارد، تعداد کل اعضای فعال باشگاه‌های هواداران هالیو در سراسر جهان ۳٫۳ میلیون نفر برآورد شد. در همان سال، سازمان گردشگری کره از ۱۲٬۰۸۵ طرفدار هالیو نظرسنجی کرد و نتیجه گرفت که بیشتر هواداران جوان، بیش از ۹۰٪ از آن‌ها زن و بیشتر هوادار کی‌پاپ هستند. طبق آمارهای بنیاد کره، در سال ۲۰۱۸ حدود ۸۹ میلیون طرفدار هالیو در سراسر جهان و ۱٬۸۴۳ باشگاه هوادار وجود داشت. در آن سال شمار هواداران نسبت به سال قبل ۲۲٪ رشد کرد که بیشتر به محبوبیت روزافزون گروه هایی مانند اکسو، بی تی اس و بلک پینک مربوط می‌شود. از دسامبر سال ۲۰۱۹، ۱۷۹۹ باشگاه هواداری هالیو با ۹۹٫۳۲ میلیون هوادار وجود داشت که توسط هواداران کی‌پاپ و پس از آن کی‌دراما هدایت می‌شد. طبق بنیاد کره، در آسیا و اقیانوسیه حدود ۷۲ میلیون نفر هوادار مستقر بودند، و پس از آن‌ها ۱۵ میلیون نفر در اروپا و ۱۲ میلیون نفر در آمریکا قرار داشتند.
| ۲۰۱۲    | بلاروس   | ۱٬۰۰۰        | [ ۲۵ ] |
| ۲۰۱۲    | فلسطین   | ۳٬۰۰۰        | [ ۲۶ ] |
| ۲۰۱۲    | اسرائیل  | ۵٬۰۰۰        | [ ۲۶ ] |
| ۲۰۱۲    | پرو      | ۸٬۰۰۰        | [ ۲۷ ] |
| ۲۰۱۲    | شیلی     | ۲۰٬۰۰۰       | [ ۲۷ ] |
| ۲۰۱۲    | روسیه    | ۵۰٬۰۰۰       | [ ۲۸ ] |
| ۲۰۱۲    | مکزیک    | ۶۰٬۰۰۰       | [ ۲۹ ] |
| ۲۰۱۱    | فرانسه   | >۱۰۰٬۰۰۰     | [ ۳۰ ] |
| ۲۰۱۳    | ترکیه    | >۱۵۰٬۰۰۰     | [ ۳۱ ] |
| ۲۰۲۰    | هند      | >۲۷۰٬۰۰۰     | [ ۳۲ ] |
| کل جهان |          |              |        |
| سال     | باشگاه‌ها | اعضا         | منبع   |
| ۲۰۱۱    | ۱۸۲      | ۳٫۳ میلیون   | [ ۳۳ ] |
| ۲۰۱۲    | ۸۳۰      | ۶٫۰ میلیون   | [ ۳۴ ] |
| ۲۰۱۳    | ۹۸۷      | ۹٫۳ میلیون   | [ ۳۵ ] |
| ۲۰۱۸    | ۱٬۸۴۳    | ۸۹٫۱۹ میلیون | [ ۲۳ ] |
| ۲۰۱۹    | ۱٬۷۹۹    | ۹۹٫۳۲ میلیون | [ ۲۴ ] |

## هالیو در ایران

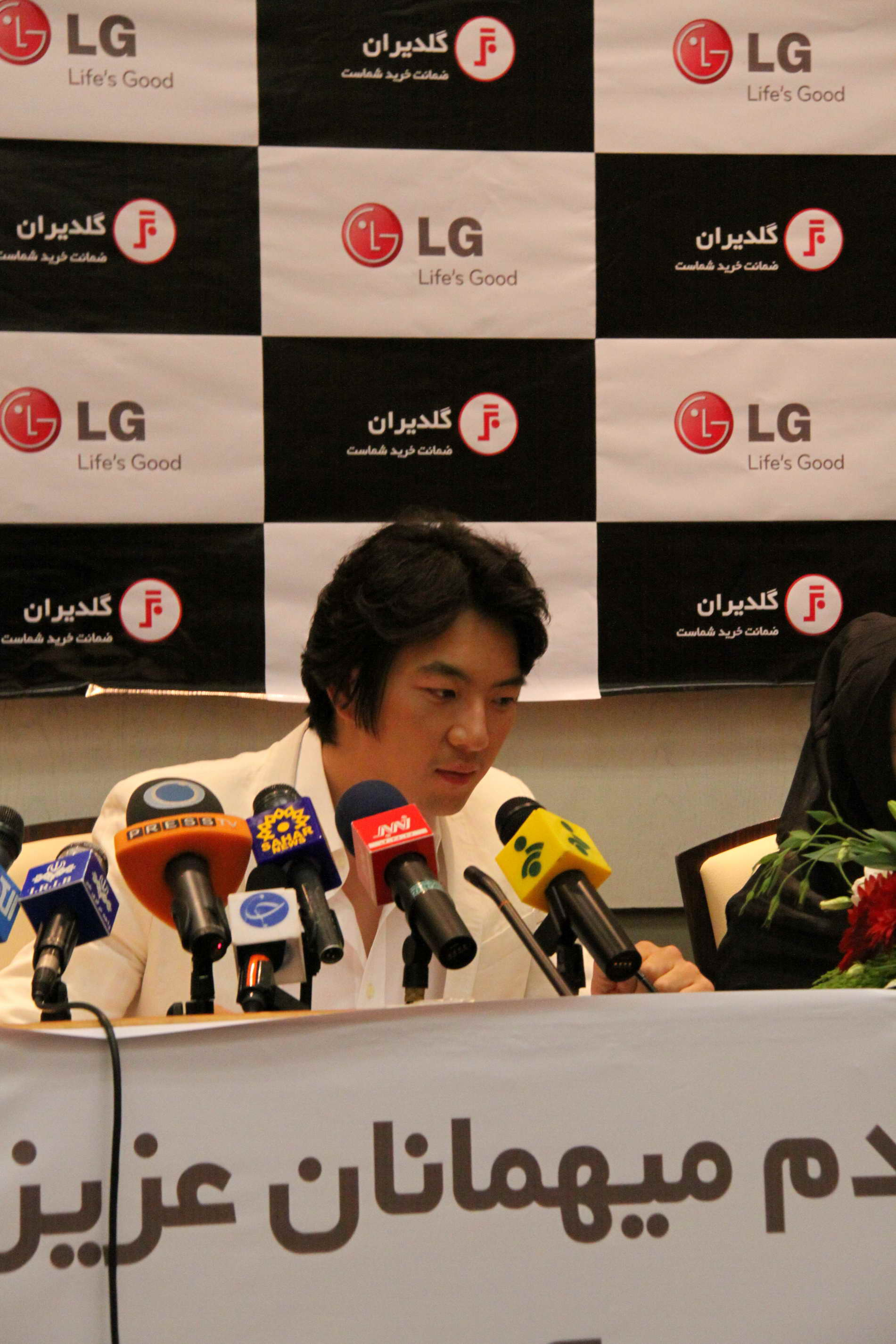
بازیگر کره‌ای سونگ ایل گوک در یک کنفرانس مطبوعاتی در تهران در ۱۸ اوت ۲۰۰۹

صدا و سیمای جمهوری اسلامی ایران در سال‌های اخیر سریال‌های کره‌ای بسیاری را پخش نموده‌است. از نظر این سازمان برخی از ارزش‌های کنفسیوس‌گرایی همچون احترام به دیگران «کاملاً با فرهنگ اسلامی منطبق است.» در حالی که در مقابل، تولیدات غربی اغلب نمی‌توانند معیارهای تعیین‌شده توسط وزارت فرهنگ و ارشاد اسلامی را برآورده کنند. تهران تایمز در اکتبر ۲۰۱۲ گزارش کرد که نمایندگان صدا و سیما برای تلاش برای تقویت «قرابت فرهنگی» بین دو کشور و جستجوی راه‌هایی برای همکاری بیشتر بین سامانه سخن‌پراکنی کره و صدا و سیما، از کره جنوبی و برخی از مکان‌های فیلمبرداری آن بازدید کردند.
برنامه‌هایی که از صدا و سیما پخش می‌شود اغلب در ایران نسبت به کره جنوبی دارای رتبه بیننده بالاتری هستند. به عنوان مثال، محبوب‌ترین قسمت‌های افسانه جومونگ بیش از ۹۰٪ مخاطبان ایرانی را جذب کرد (در مقایسه با ۴۰٪ در کره جنوبی) و بازیگر اصلی آن سونگ ایل گوک به صورت سوپراستار در ایران درآمد.
پژوهشگران هر دو کشور اخیراً مبادلات فرهنگی بین شیلا (یکی از سه پادشاهی کره) و امپراتوری ایران را بررسی کرده‌اند. روزنامه کره تایمز گزارش داد که این دو فرهنگ ممکن است ۱۲۰۰ سال پیش با هم مشابه بوده باشند.
| سال (های) پخش | سریال                | شبکه              | قسمت‌ها | امتیاز | منبع   |
| ------------- | -------------------- | ----------------- | ------ | ------ | ------ |
| ۲۰۰۶–۰۷       | جواهری در قصر        | شبکه دو           | ۵۴     | ۸۶٪    | [ ۴۲ ] |
| ۲۰۰۷–۰۸       | امپراتور دریا        | شبکه سه           | ۵۱     |        |        |
| ۲۰۰۷          | بخش قلب              | شبکه دو - تماشا   | ۲۹     |        |        |
| ۲۰۰۸          | متشکرم               | شبکه پنج          | ۱۶     |        |        |
| ۲۰۰۸–۰۹       | افسانه جومونگ        | شبکه سه           | ۸۱     | ۸۰–۹۰٪ | [ ۴۳ ] |
| ۲۰۰۹          | پشت برج سفید         | شبکه پنج          | ۲۰     |        |        |
| ۲۰۱۰          | ایسان                | شبکه استانی اشراق | ۷۷     |        |        |
| ۲۰۱۰–۱۱       | سرزمین بادها         | شبکه سه           | ۳۶     |        |        |
| ۲۰۱۱          | رودخانه ماه          | شبکه سه           | ۲۴     |        |        |
| ۲۰۱۲          | دونگ یی              | شبکه سه           | ۶۰     |        | [ ۳۹ ] |
| ۲۰۱۲          | خانواده جدید         | شبکه دو - تماشا   | ۶۸     |        |        |
| ۲۰۱۴          | قهرمان               | نمایش             | ۲۴     |        |        |
| ۲۰۱۴          | سرزمین آهن           | شبکه سه           | ۳۲     |        |        |
| ۲۰۱۴          | بیمارستان چونا       | شبکه پنج          | ۲۰     |        |        |
| ۲۰۱۵          | سرنوشت               | نمایش             | ۲۴     |        |        |
| ۲۰۱۵          | افسانه خورشید و ماه  | شبکه سه           | ۲۲     |        |        |
| ۲۰۱۵          | خانواده کیمچی        | نمایش             | ۲۴     |        |        |
| ۲۰۱۵          | سرنوشت یک مبارز      | نمایش             | ۳۶     |        |        |
| ۲۰۱۵          | دکتر خوب             | شبکه دو           | ۲۰     |        |        |
| ۲۰۱۶          | پاستا                | نمایش             | ۲۰     |        |        |
| ۲۰۱۶          | دختر امپراتور        | شبکه پنج          | ۲۰     |        |        |
| ۲۰۱۶          | فراری از چوسان       | شبکه سه           | ۲۰     |        |        |
| ۲۰۱۶          | رؤیای فرمانروای بزرگ | شبکه نمایش        | ۷۵     |        |        |
| ۲۰۱۷          | افسانه سامبونگ       | شبکه پنج          | ۵۰     |        |        |
| ۲۰۱۷          | وضعیت اضطراری        | شبکه پنج          | ۲۰     |        |        |
| ۲۰۱۸          | کیمیاگر              | شبکه افق          | ۲۱     |        |        |
| ۲۰۱۸          | افسانه اوک نیو       | شبکه سه           | ۷۳     |        |        |
| ۲۰۱۹–۱۸       | خانواده جدید         | شبکه دو           | ۶۸     |        |        |
| ۲۰۱۹          | جونگ میونگ           | شبکه پنج          | ۵۰     |        |        |